# Sint-Pieterskerk (Stuivekenskerke)

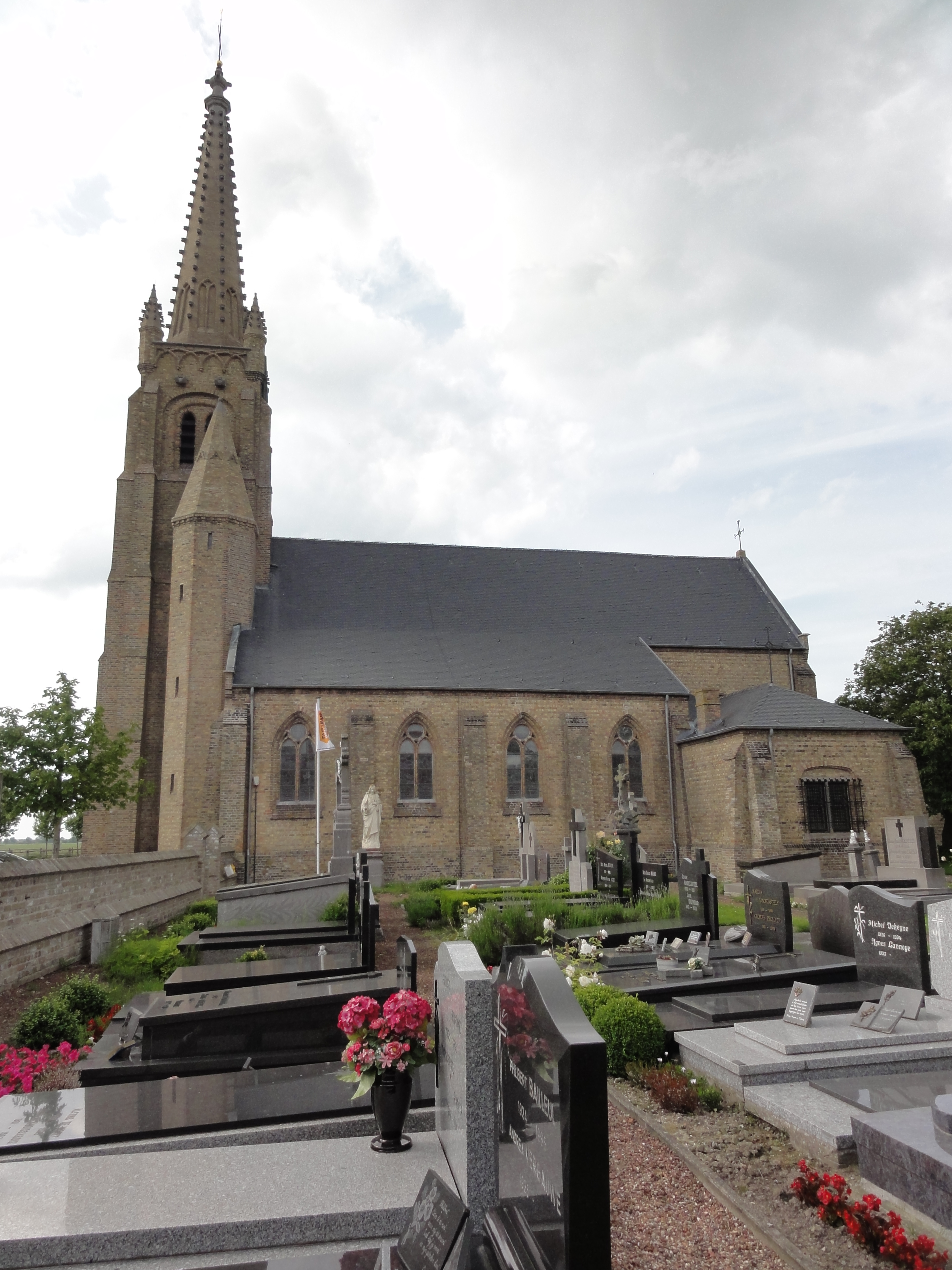
Sint-Pieterskerk

De Sint-Pieterskerk is de parochiekerk van de tot de West-Vlaamse gemeente Diksmuide behorende plaats Stuivekenskerke.

## Geschiedenis
De Norbertijnen van de Abdij van Vicoigne verwierven in 1161 bezittingen in de IJzerpolders, namelijk een schaapskooi. De bezittingen kwamen omstreeks 1170-1180 onder bescherming van graaf Diederik van de Elzas. In 1219 werd Stuivekenskerke vermeld als zelfstandige parochie. De kerk stond toen in het huidige Oud-Stuivekenskerke. In 1247 werd een kerkhof ingewijd, waar enkel monniken mochten worden begraven.
In 1566, tijdens de godsdienstoorlogen, werden kerk en klooster geplunderd. Mogelijk werd in 1572 een nieuwe kerktoren gebouwd. In 1596 werd het kloosterdomein versterkt als onderdeel van de antipenetratielinie die de streek moest verdedigen tegen invallen vanuit het -toen nog Calvinistische- Oostende. In 1604 werd Oostende heroverd en was deze linie overbodig geworden.
In 1643 werd de Sint-Pieterskerk uitgebreid met een noordbeuk, gewijd aan Onze-Lieve-Vrouw. De bezetting door de Fransen in 1794 betekende het einde van het klooster. De bezittingen werden verbeurd verklaard en in 1797 verkocht. Het kloosterdomein werd een landgoed met hoeve, de Viconia Kasteelhoeve.
In 1870 werd de oude Sint-Pieterskerk gesloopt, met behoud van de westtoren van 1572. Deze toren, voorzien van een bakstenen spits, werd in 1897 geklasseerd als monument, en omstreeks 1900 hersteld. Een nieuwe kerk werd enkele kilometers noordelijker, nabij het landgoed Viconia, gebouwd. Rondom deze kerk ontwikkelde zich Nieuw-Stuivekenskerke, het huidige Stuivekenskerke.
De Eerste Wereldoorlog leidde tot de verwoesting van Nieuw-Stuivekenskerke, inclusief de nieuwe kerk. Dit dorp was door de Duitsers ingenomen en diende tot steunpunt. Het Belgische leger had een steunpunt in Oud-Stuivekenskerke, waarbij het torenrestant tot observatiepost was ingericht. De Inundatie van de IJzervlakte maakte de Duitse opmars verder onmogelijk. Oud- en Nieuw-Stuivekenskerke lagen op eilandjes.
Na de oorlog was het onmogelijk om de toren van Oud-Stuivekenskerke ter plaatse te herbouwen, aangezien het restant ervan geïntegreerd was in een oorlogsgedenkplaats. De kerk van (Nieuw)-Stuivekenskerke werd van geringe monumentale waarde geacht en zou ook niet als zodanig herbouwd worden. Uiteindelijk werd de nieuwe Sint-Pieterskerk gebouwd van 1924-1930. Als voorbeeld voor de kerk werd op die van Oeren teruggegrepen, terwijl de toren een reconstructie werd van de monumentale toren van Oud-Stuivekenskerke.

## Gebouw
Het betreft een bakstenen pseudobasiliek met voorgebouwde westtoren. Deze heeft vier geledingen en een bakstenen torenspits. Hij wordt geflankeerd door een achtkant traptorentje. Het koor heeft een rechte koorafsluiting.

## Interieur
Het interieur wordt overwelfd door een houten spitstongewelf. Het kerkmeubilair is uitgevoerd in art-deco-stijl. Er zijn schilderingen en glas-in-loodramen.